# Diospyros gillespiei
Diospyros gillespiei är en tvåhjärtbladig växtart som först beskrevs av Francis Raymond Fosberg, och fick sitt nu gällande namn av André Joseph Guillaume Henri Kostermans. Diospyros gillespiei ingår i släktet Diospyros och familjen Ebenaceae.

## Underarter
Arten delas in i följande underarter:
- D. g. gillespiei
- D. g. nandarivatensis